# Kismet (film 1920)
Kismet è un film muto del 1920 diretto da Louis J. Gasnier e interpretato da Otis Skinner.
Tratta dalla commedia Kismet di Edward Knoblock, la storia della figlia di un povero vagabondo che incontra il califfo in incognito e se ne innamora, fu portata sullo schermo in varie versioni. Il titolo deriva da qismet che può essere tradotto come fato o destino.

## Trama
Haggi, un mendicante un po' mascalzone, ruba e imbroglia, cercando perfino di uccidere il califfo. Imprigionato, riesce a scappare. Sua figlia Marsinah, rapita dagli sgherri del vizir, viene salvata da Haggi con il vizir che annega in una cisterna. Haggi viene bandito da Bagdad: si reca in pellegrinaggio alla Mecca, addormentandosi sugli stessi gradini di una moschea sui quali si era svegliato la mattina.

## Produzione
Prodotto dalla Waldorf Photoplays Inc. (con il nome Waldorf Film Corp.), il film fu girato in esterni nei nuovi Robertson-Cole Hollywood studios, mentre le riprese in interni furono effettuale agli Haworth studios. Otis Skinner aveva portato sul palcoscenico per primo il ruolo di Hadji, recitandolo in tutto il paese per molti anni. Dopo averlo recitato nel Kismet del 1920 sullo schermo, Skinner dichiarò che non lo avrebbe più interpretato al cinema. Lo rifece invece nel 1930, nella versione sonora di John Francis Dillon.

## Distribuzione
Il film uscì nelle sale statunitensi il 14 novembre 1920, distribuito dalla Robertson-Cole Distributing Corporation. In Italia venne distribuito dalla Fox nel 1922/23.
Del film esistono ancora delle copie in 16 mm.

### Data di uscita
IMDb
- USA	14 novembre 1920
- Finlandia	9 settembre 1923
- Portogallo  Estava Escrito	2 novembre 1925

## Censura
Per la versione da distribuire in Italia la censura italiana eliminò le seguenti scene:
- Nel 1° atto la scena in cui si vede una donna nuda che esce dal bagno.
- Nel 2° atto la scena in cui Haggi strangola Jawan.
- Nel 3° atto tutte le scene della crudele uccisione di Mansur da parte di Haggi: così la lotta col ferito, il momento in cui lo getta nella vasca e i quadri crudeli in cui Haggi infierisce contro il ferito spingendolo sott'acqua e facendolo annegare, facendo vedere soltanto il quadro in cui Haggi alza il braccio armato di pugnale per colpirlo.[2]

## Versioni cinematografiche diKismet
- Kismet di Leedham Bantock (UK) con Oscar Asche, Lily Brayton (1914)
- Kismet di Louis J. Gasnier (Waldorf) con Otis Skinner, Rosemary Theby, Elinor Fair (1920)
- Il mendicante di Bagdad (Kismet) di John Francis Dillon (Warner Bros.) con Otis Skinner, Loretta Young, David Manners (1930)
- Kismet di William Dieterle (Warner Bros.) con Gustav Fröhlich, Dita Parlo, Vladimir Sokoloff (1931)
- Kismet di William Dieterle (MGM) con Ronald Colman, Marlene Dietrich, Edward Arnold (1944)
- Uno straniero tra gli angeli (Kismet) di Vincente Minnelli (MGM) con Howard Keel, Ann Blyth, Vic Damone, Dolores Gray (1955)